# الشعب الاسود (الملاجم)

تعديل مصدري - تعديل

الشعب الأسود هي إحدى قرى عزلة ال منصور الملاجم بمديرية الملاجم التابعة لمحافظة البيضاء، بلغ تعداد سكانها 83 نسمة حسب تعداد اليمن لعام 2004.